# Automolis taymansi
Automolis taymansi là một loài bướm đêm thuộc phân họ Arctiinae, họ Erebidae.